# Дочь болотного короля
«Дочь болотного короля» (англ. Marsh King's Daughter) — художественный фильм режиссёра Нила Бёргера. Экранизация одноимённого романа Карен Дионн. В главных ролях Дейзи Ридли, Бен Мендельсон и Гаррет Хедлунд.
Производством фильма занимаются кинокомпании Anonymous Content и Black Bear Pictures, а дистрибьютером станет компания STX Entertainment.
Премьера фильма состоялась 3 ноября 2023 года.

## Сюжет
Хелене около 10 лет. Она живёт с отцом и матерью в лесной глуши. Она обожает отца, Джейкоба: он учит её охотиться, ориентироваться в чаще, выживать почти без средств для этого. Между ними настоящая близость. Мать девочки, Бет, постоянно пребывает в подавленном состоянии духа, между ней и отцом отношения сложные, Хелена не может разобраться в этом, она даже не понимает, любит ли Бет её или нет.
Однажды на их заимку заезжает турист на квадроцикле. Неожиданно Бет бросается к нему, бормочет бессвязные просьбы о помощи, но неожиданный выстрел Джейкоба, который вроде бы должен быть на охоте, но неожиданно вернулся, убивает туриста. Однако Бет хватает Хелену и, захватив квадроцикл, уезжает из дома, оглушив сопротивляющуюся дочь. Хелена приходит в себя в больнице. Постепенно проясняется, что больше 10 лет назад Бет была похищена Джейкобом, насильно удерживалась в доме в лесу, в результате насилия на свет появилась Хелена, и лишь из любви к дочери оставалась с Джейкобом все эти годы…
Джейкоб идёт по следам Бет и пытается увезти Хелену, но его арестовывают и отправляют в тюрьму на весь остаток жизни.
…Хелене около 30. Она замужем, у неё дочь. Её муж Стивен ничего не знает о её прошлом, она почти не общается с матерью и отчимом (бывшим полицейским, который оказывал Бет помощь после спасения от Джейкоба, проникшимся симпатией к бывшей узнице и её дочери). Она даже не посещает похороны матери, чтобы муж оставался в неведении.
Неожиданно в её доме появляется наряд полиции. Оказывается, Джейкоб сбежал из тюрьмы с несколькими сообщниками… Хелене приходится раскрыть мужу свою настоящую фамилию и свою историю. Стивен хоть и с трудом, но пытается понять её. Вскоре приходит известие, что найден обгоревший труп Джейкоба… Но Хелена помнит отцовские уроки выживания и чувствует, что он жив, а найденный труп является лишь спектаклем для полиции… Инстинктом Хелена понимает, что отец идёт к ней, и нельзя сказать, что она не хочет этой встречи… Она сама выходит на него и признается, что несмотря на вскрывшуюся правду о том, какую боль он причинил её матери, а также на осознание, что он сознательно лишал её возможности жить среди людей, она с теплотой вспоминает жизнь в лесу, их близость и совместные занятия… Но сейчас у неё другая жизнь, муж и дочь, она не собирается доносить властям, что Джейкоб жив, но сама хочет вернуться к семье… Однако у Джейкоба другие планы: он хочет жить вместе с дочерью и внучкой, зять в его планы вообще не входит и он намерен добиться своего.
…Хелене придётся вспомнить всё то, чему её учил Джейкоб, чтобы защитить свою семью.

## В ролях
- Дейзи Ридли — Хелена Пеллетье
  - Бруклин Принс— Хелена в детстве
- Бен Мендельсон — Джейкоб Холбрук
- Гаррет Хедлунд — Стивен Пеллетье, муж Хелены
- Карен Писториус — Бет Эриксон, мать Хелены
- Гил Бирмингем — офицер Кларк Беккум, отчим Хелены
- Джои Карсон — Мариголд Пеллетье, дочь Хелены и Стивена
- Янна Макинтош — агент Лорна Иллинг

## Производство и премьера
О проекте стало известно в феврале 2018 года, когда Элли Смит и Марк Л. Смит написали сценарий, режиссёром должен был стать Мортен Тильдум. Алисия Викандер получила главную роль, а также должна была выступить в качестве исполнительного продюсера.
Съёмки должны были начаться ещё в конце июля 2019 года, но, вплоть до февраля 2021 года, так и не начались, а Тильдум и Викандер покинули проект. Нил Бёргер занял режиссёрское кресло, а Дейзи Ридли получила главную роль. В мае к актёрскому составу присоединился Бен Мендельсон. В июне 2021 года к актёрскому составу фильма присоединились Бруклин Принс, Гил Бирмингем, Карен Писториус и Гаррет Хедлунд.
Съёмки фильма начались 7 июня в Онтарио, Канада и завершились 6 августа 2021 года. Оператором фильма стал Альвин Кюхлер.
Премьера фильма состоялась 3 ноября 2023 года. 21 ноября 2023 года он появился на цифровых платформах, а 2 января 2024 года состоялся релиз на Blu-ray и DVD.

## Восприятие
На сайте Rotten Tomatoes фильм имеет рейтинг 34 % основанный на 29 отзывах, со средней оценкой 5.4/10. На Metacritic средневзвешенная оценка составляет 45 из 100 на основе 12 рецензий.